# Rudenka, Kuibîșeve
Rudenka (în ucraineană Руденка) este un sat în comuna Șevcenkivske din raionul Kuibîșeve, regiunea Zaporijjea, Ucraina.

## Demografie
Componența lingvistică a localității Rudenka
     Ucraineană (93,94%)
     Rusă (6,06%)
Conform recensământului din 2001, majoritatea populației localității Rudenka era vorbitoare de ucraineană (93,94%), existând în minoritate și vorbitori de rusă (6,06%).